# Verner Fredrikson
Robert Verner Fredrikson, född 13 augusti 1881 i Tillinge socken, död 6 september 1954 i Stockholm, var en svensk försäkringsman.
Verner Fredrikson var son till lantbrukaren Robert Fredrikson. Efter mogenhetsexamen i Västerås 1901 studerade han vid Uppsala universitet och anställdes 1903 vid Svenska Lifförsäkringsanstalten Trygg, där han var avdelningschef 1909–1917. Från 1917 var Fredrikson kontorschef i Sveriges Privatanställdas Pensionskassa och blev 1920 VD där. Samma år gick han över till Livförsäkringsbolaget Framtiden och blev dess VD. Fredrikson var 1920 huvudredaktör för den svenska försäkringstidningen Assurans, 1933–1935 ledamot av Svenska Försäkringsföreningens styrelse och 1933 en av initiativtagarna till Arbetarpensionskassan. Han utgav ett flertal arbeten i försäkringsfrågor, bland annat Översikt över tuberkulosstriden i Sverige och utlandet och försäkringsverksamhetens insats i detta arbete (1915), Bostadsfrågor i Sverige och utlandet och försäkringsverksamhetens betydelse för bostadsproblemet (1920), Folkförsäkring (1924), Anskaffningsorganisation och provisionssystem (1929) och Organisation inom såväl stor- som folkförsäkringsbolag (1931).